# Астанова, Лола
Ло́ла Аста́нова (англ. Lola Astanova; род. 30 июля 1982, Ташкент) — узбекистанская и американская пианистка. В основном исполняет сочинения Шопена, Листа и Рахманинова — как оригиналы, так и в собственной интерпретации.

## Биография
Лола Астанова родилась в Ташкенте в семье учительницы фортепиано и инженера-изобретателя. Её мать изначально была против музыкальной карьеры дочери, поскольку считала, что это очень сложная профессия, однако отец настоял на обучении музыке. В возрасте шести лет девочку отвели к профессору Тамаре Попович, преподававшей в школе для одарённых детей им. В. А. Успенского (ныне — Академический лицей одарённых детей при Государственной консерватории Узбекистана). На протяжении всех лет обучения Астанова постоянно приезжала в Москву, где брала уроки у Льва Наумова, отмечавшего, что «Когда дело доходит до классической музыки, Лола Астанова обладает поистине гениальной интуитивной способностью».
С восьми лет Астанова начала гастролировать в качестве пианистки. Она выступала в Германии, Франции, Австрии, Италии и России как с сольными концертами, так и в составе оркестров. В 1996 году стала лауреатом II Международного конкурса молодых пианистов имени Шопена, прошедшего в Москве.
После окончания музыкальной школы в Ташкенте Астанова в 2003 году переехала в США, где поступила в Университет Райса в Хьюстоне. Девушка получила стипендию и льготные условия, благодаря чему ей удалось начать американский этап в своей музыкальной карьере. В мае 2004 года она впервые выступила в США — в Центре исполнительских искусств имени Джона Кеннеди в Вашингтоне. В 2005 году окончила Музыкальную школу Шеферда Университета Райса. Её педагогами были Джон Кимура Паркер и Роберт Ро.
В октябре 2007 года Лола Астанова стала одной из звёзд «Фантастического концерта классических суперзвёзд» (Classical Superstars Fantasy Concert) в рамках выступления в США Симфонического оркестра Мариинского театра под управлением Валерия Гергиева.
19 января 2012 года Астанова впервые выступила в Карнеги-холле во время специального концерта в честь Владимира Горовица, прошедшего под руководством Дональда Трампа. Все доходы от концерта были перечислены Американскому онкологическому обществу. 30 мая того же года Астанова сыграла в дуэте с Байроном Дженисом в Линкольн-центре во время церемонии награждения пианиста премией за достижения в профессиональной деятельности.
В 2014 году Астанова дала совместный концерт с Кливлендским оркестром в Мар-а-Лаго (Палм-Бич).
Астанова известна своим тщательным отношением к стилю и внешности во время выступлений. Зачастую выступает в обуви на шпильках и в эксклюзивных платьях от кутюр. По словам пианистки, она хочет, чтобы её «платья выглядели ярко и гармонично», поскольку это часть её представления.
Эта особенность зачастую описывается во многих журналах, посвящённых моде. Среди них — Vogue, People и другие.